# 荃灣警署

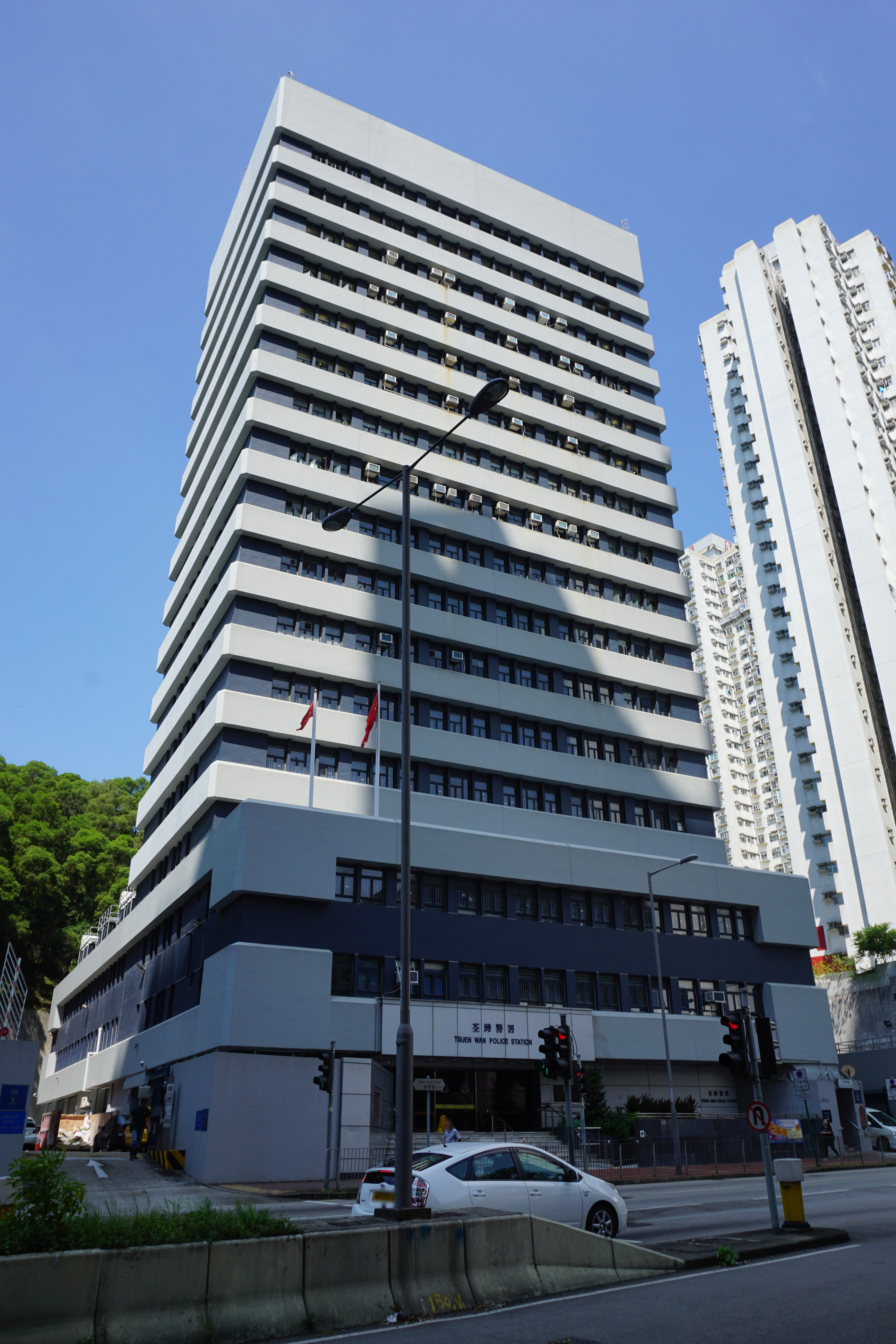
荃灣警署（外牆翻新後，2016年）

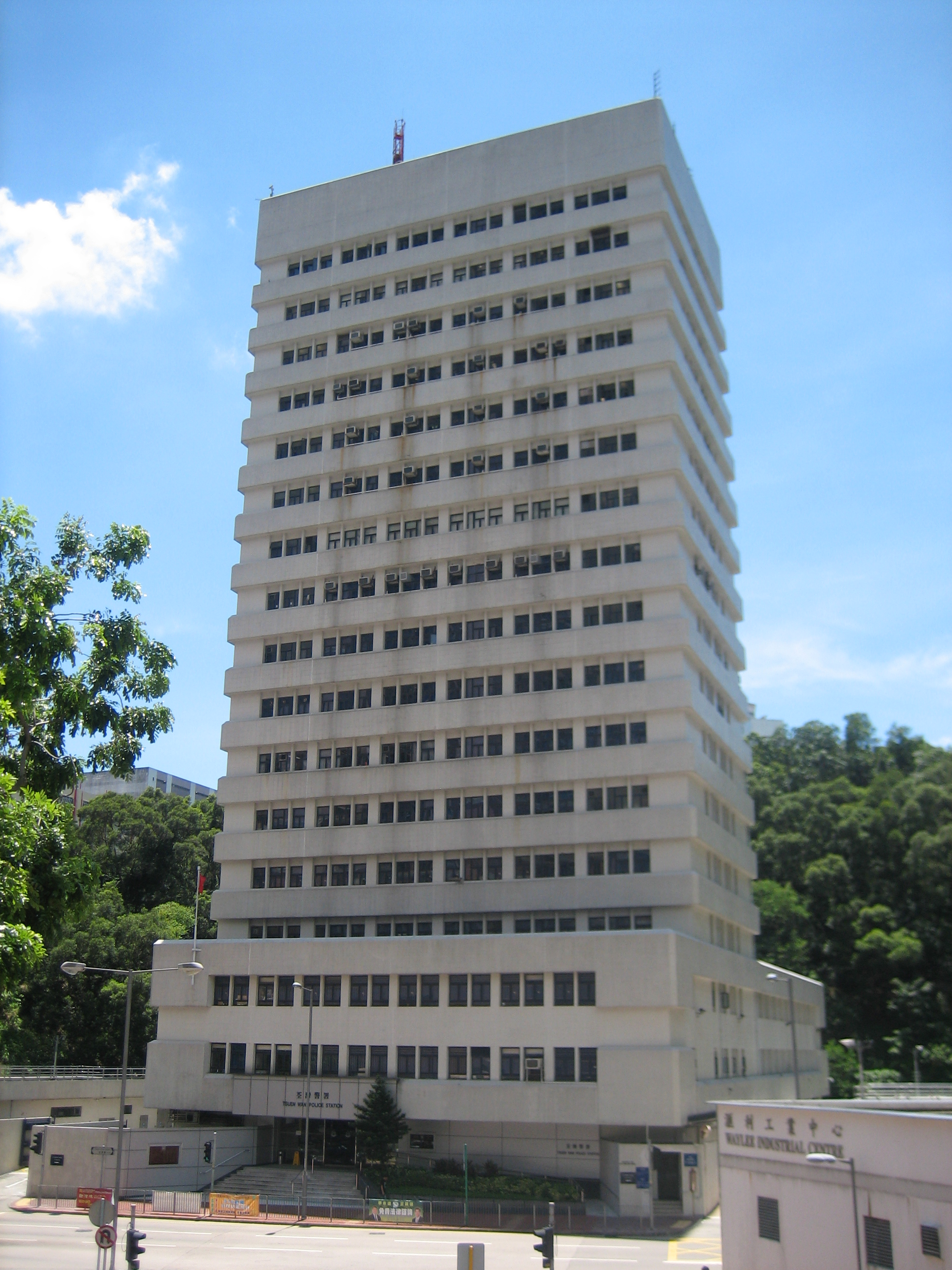
荃灣警署（外牆翻新前，2010年）

荃灣警署（英語：Tsuen Wan Police Station），又稱荃灣區警署，是香港警務處新界南總區荃灣警區的警署，位于香港新界荃湾荃景围。

## 歷史
警署建於1950年代，原址建於現時警署南面的臨時露天停車場。1993年改建成为现在的多层建筑。

## 荃灣警署強姦案
一名18歲少女報稱於2019年9月27日在荃灣警署內遭多名蒙面警員輪姦成孕，並證實於2020年11月初在伊利沙伯醫院接受終止懷孕手術，不過警方在未得到其同意下，獲批搜查令取得她過往的私人醫療紀錄，並向私家醫生診所撿走少女聲稱被強姦前後數天出入診所的閉路電視片段。該名少女的代表律師團表示，法院11月26日已正式撤銷警方的相關搜查令。

### 警務處處長 鄧炳強被譴責公開抹黑受害少女
鄧炳強在2020年1月16日中西區區議會會議中表示警方正循假口供的方向調查。受害少女在2日後透過韋智達律師行發出聲明，指對鄧炳強的說法十分難過。又譴責鄧炳強試圖公開抹黑她以貶損她的投訴並影響起訴成功的機會，更漠視投訴人的私隱以及性暴力受害者的尊嚴。

### 警方被指違反《罪行受害者約章》拒絕提供案件進度
受害少女表示，她已經做了法醫檢驗，從墮胎胚胎提取施害者的DNA樣本。但警方一直無通知她有否從政府化驗所取得被指控施暴的警員們的DNA報告。她回答了警方一連串鉅細無遺及相當尖銳的問題，但警方在她不斷追問下仍然拒絕提供調查進度，也沒有表示他們是否有向律政司索取意見以及案件調查是否已經告一段落。她表示警方這些行為皆違反了《罪行受害者約章（页面存档备份，存于）》對受害者承諾的權利。

### 邓炳强再度公開發言
2020年5月12日，邓炳强在会议中表示，律政司指示他们，需就该少女「提供虚假口供」进行拘捕，但称其已经潜逃他地，现正通缉。受害少女回應「她應該獲得警方對她如一名性暴力受害者，而非被這名中年男性的警務處處長如此可恥地對待」，消息亦指受害少女憂人身安全離港，亦從不知自己被通緝。有評論質疑若事件真為報假案，為何早在1月至5月的四個月期間警方沒有按一貫做法將受害少女的個人資料以通緝犯身分公開，推論為警方自知事件的確有發生而不敢莽動。

## 鄰近地點
- 荃景花園
- 愉景新城
- 荃德花園
- 荃灣中心

## 軼事
2007年年中，流傳有疑犯在女羈留室遇到半身鬼，在牆角飄遊。

## 相關參見
- 旺角警署強姦案
- 差館
- 香港警察相關爭議及犯罪指控#性暴力相關罪行
- 警區